# Feliniopsis tamsi
Feliniopsis tamsi là một loài bướm đêm trong họ Noctuidae.